# Slave Trade Act 1807

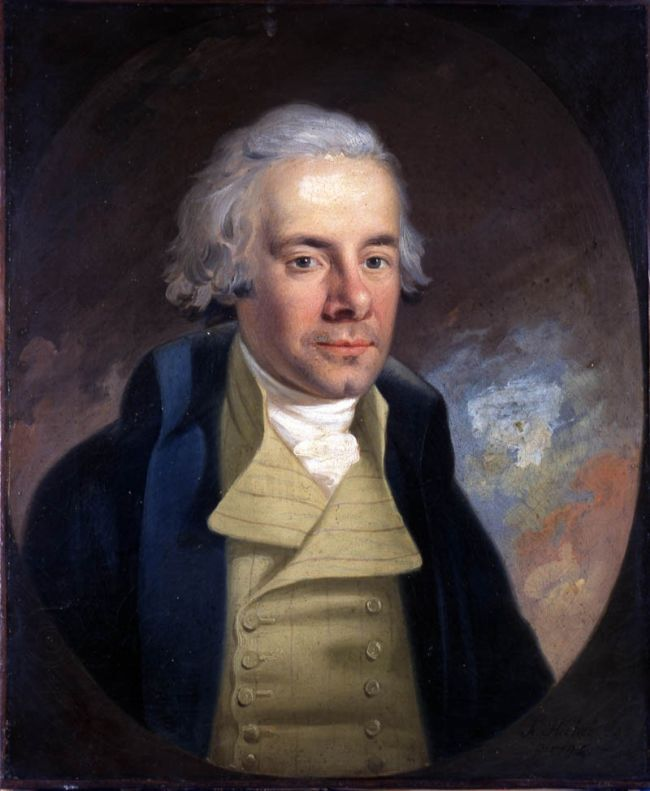
William Wilberforce, leader della campagna inglese per l'abolizione della schiavitù

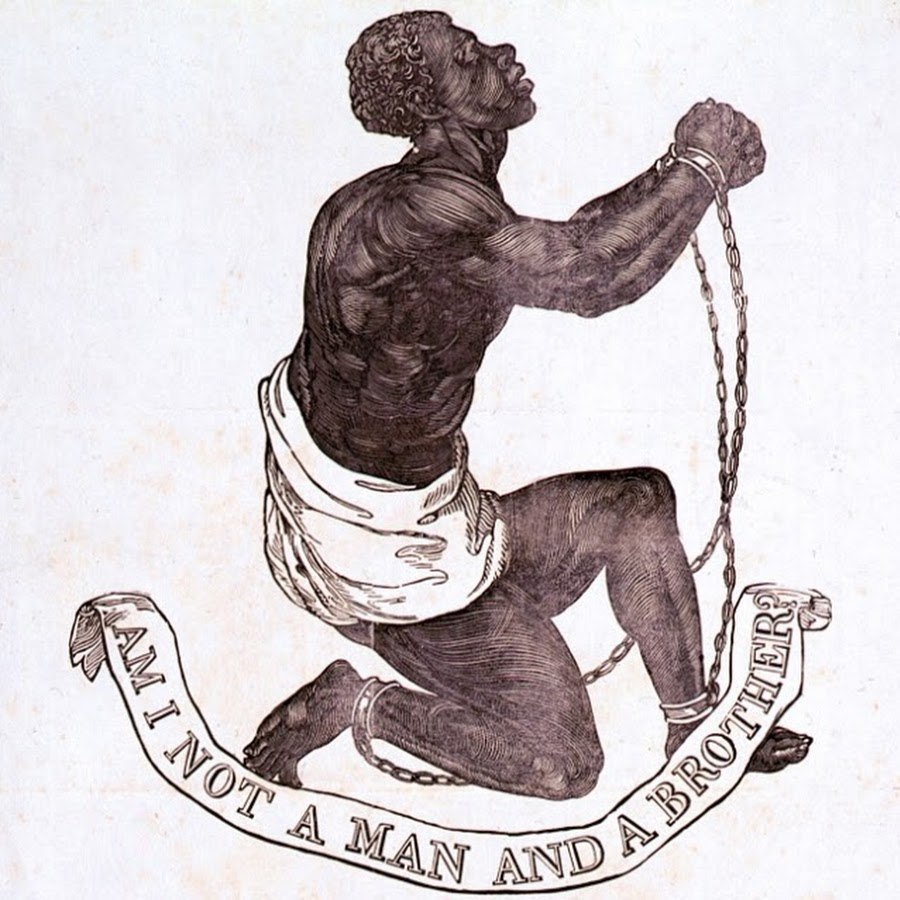
"Am I Not a Man and a Brother?" ("Non sono forse un uomo o un fratello?"), logo creato come parte della campagna anti schiavitù di Josiah Wedgwood, 1787

Lo Slave Trade Act 1807, ufficialmente Act for the Abolition of the Slave Trade, fu una legge varata dal Parlamento del Regno Unito che rese illegale la tratta degli schiavi nell'Impero britannico. Anche se tale legge non annullava la pratica della schiavitù, incoraggiò tramite la stampa inglese altre nazioni ad abolire anch'esse le tratte degli schiavi.
Molti dei suoi sostenitori divennero fondamentali poi per l'abolizione della schiavitù. La schiavitù sul suolo inglese era stata proibita dopo essere salita agli onori delle cronache con casi giudiziari eclatanti come il Caso Somersett del 1772, ma rimase legale in gran parte dell'Impero sino al Slavery Abolition Act del 1833.

## Antefatto
Martin Meredith diceva: "Nel decennio tra il 1791 ed il 1800, le navi inglesi compirono in tutto 1340 viaggi nell'Atlantico sbarcando in tutto 400.000 schiavi. Tra il 1801 ed il 1807, ne sbarcarono altri 266.000. La tratta degli schiavi era una delle attività più profittevoli del commercio britannico dell'epoca."
La Commissione per l'Abolizione della Tratta degli Schiavi venne costituita nel 1787 da un gruppo di inglesi protestanti evangelici in unione col pensiero dei quaccheri, unendosi tutti contro la schiavitù e la tratta degli schiavi. I quaccheri vedevano la schiavitù come immorale, un problema serio per l'umanità. Nel 1807 gruppi abolizionisti avevano ottenuto la fiducia di diversi membri del parlamento, sino a raggiungere 35-40 seggi di parlamentari. Popolarmente noti come "i santi", i membri di questo gruppo erano guidati da William Wilberforce, che aveva abbracciato la causa dell'abolizionismo nel 1787 dopo aver letto che pure Thomas Clarkson si era schierato contro il commercio di uomini. Questi parlamentari si affidarono al messaggio comunicativo delle immagini grazie al cognato di Wilberforce, James Stephen. Molti di loro vedevano la campagna per l'abolizione della schiavitù come una crociata ordinata da Dio. Domenica 28 ottobre 1787, Wilberforce scrisse nel suo diario: "Dio benedetto mi ha dato due obbiettivi, la soppressione della tratta degli schiavi e la riforma dei costumi della società."
Il loro numero andò ingrandendosi dalla precaria posizione del governo di lord Grenville, il cui breve incarico come primo ministro divenne noto come Ministero di tutti gli Ingegni. Grenville stesso si prodigò a favore della legge presso la Camera dei Lords, mentre alla Camera dei Comuni la causa venne sostenuta fortemente da lord Howick (Charles Grey, poi conte Grey). Altri eventi risultarono favorevoli alla causa; gli Acts of Union 1800 portarono 100 parlamentari irlandesi nel parlamento di Londra, molti dei quali supportavano l'abolizione della tratta degli schiavi. La legge venne presentata in parlamento nel gennaio del 1807. Il 10 febbraio 1807 passò alla Camera dei Comuni. Il 23 febbraio 1807, vent'anni dopo l'inizio della sua prima crociata, Wilberforce poté vedere la sua legge approvata dal parlamento inglese. Dopo un dibattito di dieci ore, la Camera si accordò per approvare la legge con 283 voti a favore e 16 contrari. La legge ricevette l'assenso reale il 25 marzo 1807.
Ad ogni modo, se questa legge rese illegale lo schiavismo, la schiavitù rimase attiva per un'ulteriore generazione. Infatti si dovette arrivare allo Slavery Abolition Act 1833 per vedere la schiavitù completamente abolita.

## Altre nazioni
Col suo Act Against Slavery del 1793, il parlamento canadese aveva abolito la schiavitù e lo stesso Regno Unito nel 1805 aveva imposto delle restrizioni sull'importazione di schiavi nelle colonie catturate recentemente a Francia e Paesi Bassi. Dopo l'adozione della legge del 1807, l'Inghilterra utilizzò la propria influenza per fare pressione affinché altre nazioni ponessero fuori legge la tratta degli schiavi. Col trattato anglo-portoghese del 1810, il Portogallo aderì alla campagna anti-schiavisti; Nel 1813 col trattato anglo-svedese, la Svezia pose fuorilegge il traffico di schiavi; e nel 1814 col Trattato di Parigi anche la Francia si accordò con il Regno Unito per abolire la schiavitù definendola un "ripugnante nei confronti dei principi della giustizia naturale". Col trattato anglo-olandese del 1814 i Paesi Bassi misero fuori legge la tratta degli schiavi, come pure la Spagna nel 1817 col trattato anglo-spagnolo, il quale però entrò in vigore solo nel 1820.
Gli Stati Uniti adottarono il loro Act Prohibiting Importation of Slaves il 2 marzo 1807, lo stesso mese e anno degli inglesi. Ad ogni modo l'abolizione della tratta degli schiavi sull'Atlantico, non impedì il traffico interno di schiavi. L'art. 1, sez. 9, cap. 1 della Costituzione degli Stati Uniti proibiva la chiusura del traffico degli schiavi per un periodo di vent'anni, e cioè sino al 1808.

## Forzatura
La legge prevedeva anche delle multe per quei capitani di navi che avessero continuato questo tipo di commercio di vite umane. Queste multe ammontavano a 100 sterline per ogni schiavo trovato sulla nave e per questo molti schiavisti, gettavano in mare i loro schiavi per evitare queste multe quando venivano scoperti.
La Royal Navy, che controllava all'epoca buona parte dei mari, istituì il West Africa Squadron nel 1808 per svolgere azioni di controllo sulla costa occidentale dell'Africa, e tra il 1808 ed il 1860 fermò circa 1600 navi, liberando 150.000 schiavi a bordo di esse. La Royal Navy dichiarò che le navi degli schiavisti sarebbero state trattate alla stregua di quelle dei pirati. Medesime azioni vennero intraprese contro quei capi tribù africani che proseguivano in questo commercio senza aderire alle disposizioni del parlamento inglese, come nel caso del "re usurpatore di Lagos", che fu deposto nel 1851. I trattati antischiavisti furono stipulati con oltre 50 sovrani africani.
Negli anni '60 dell'Ottocento, i rapporti di David Livingstone sulle atrocità della tratta araba degli schiavi in Africa interessarono ancora una volta il panorama del pubblico inglese, ravvivando il movimento abolizionista. Negli anni '70 dell'Ottocento, la Royal Navy tentò di sopprimere "l'abominevole traffico orientale" a Zanzibar in particolare. Nel 1890 la Gran Bretagna cedette il controllo dell'isola di Heligoland, strategicamente importante nel Mare del Nord, alla Germania in cambio del pieno controllo di Zanzibar, in parte proprio per aiutare a fermare lo schiavismo nell'area.